# Brețcu, Covasna
Brețcu (în maghiară Bereck) este satul de reședință al comunei cu același nume din județul Covasna, Transilvania, România. Se află în partea de est a județului, în Depresiunea Târgu Secuiesc, pe valea omonimă.

## Așezare
Localitatea Brețcu este situată pe valea cu același nume, la poalele Munților Nemira și Vrancei, pe drumul european E574 și DN11, Târgu Secuiesc - Bacău, la intrarea în pasul Oituz, la o altitudine de 600 m.

## Scurt istoric
Săpăturile arheologice făcute de-a lungul vremii pe teritoriul satului au demonstrat existența omului aici încă din cele mai vechi timpuri, astfel, în pasul Oituz s-a descoperit un vârf de lance de bronz, iar în albia pârâului Brețcu un topor de piatră aparținând culturii Coțofeni.
Pe o terasă de la poalele dealului Stejar în nord-vestul satului, în locul numit "Cetate", se găsește castrul roman Angustia, construit în anul 102, de pământ cu palisadă, apoi reclădit în piatră, cu porțile pe cele patru laturi flancate de turnuri patrulatere și turnuri rotunde de luptă la colțuri. În interiorul castrului s-au găsit fragmente de ceramică autentică de factură dacică, modelată cu mâna sau lucrată la roată, o monedă imitație dacică de argint după o drahmă a lui Alexandru Macedon, un denar republican și un denar imperial de la Vespasian și Traian. Pe teritoriul satului s-au mai descoperit un celt de bronz, un vârf de lance și un topor de piatră având forma ciocanelor de aramă, toate aparținând Epocii Bronzului. În apropierea satului se semnalează și urmele unei așezări de tip Monteoru. 
G. Popa Lisseanu a aratăt într-o lucrare că în zona Brețcului a existat un vechi ducat sau cnezat românesc.
Atestarea este cuprinsă într-o diplomă a regelui Sigismund din anul 1426. "Ioan-Chinezul, numit și Ungurul și Radul, fiul lui Țacu, din comuna românească Brețcu se prezintă înaintea regelui Sigismund și-l roagă să confirme privilegiile și libertățile comunei lor. Regele Sigismund admite ca românii din comuna Brețcu să fie și de acum înainte supuși numai jurisdicției ducelui lor și să păzească și pe viitor frontiera Transilvaniei dinspre Moldova". Acest document este și prima atestare a localității.

## Economie
Economia localității se bazează pe industria de confecții, industria de exploatare și prelucrarea primară a lemnului, pe activitatea comercială, dar și pe agricultură și creșterea animalelor.

## Atracții turistice
- Biserica Sfântul Nicolae din Brețcu, construită în anul 1783, cu abside laterale, având două turnuri, unul înalt în stil gotic deasupra intrării, iar celălalt, mai mic, deasupra naosului.
- Biserica romano-catolică
- Castrul roman Augustia
- Casa memorială Gábor Áron
- Situl arheologic

## Imagini

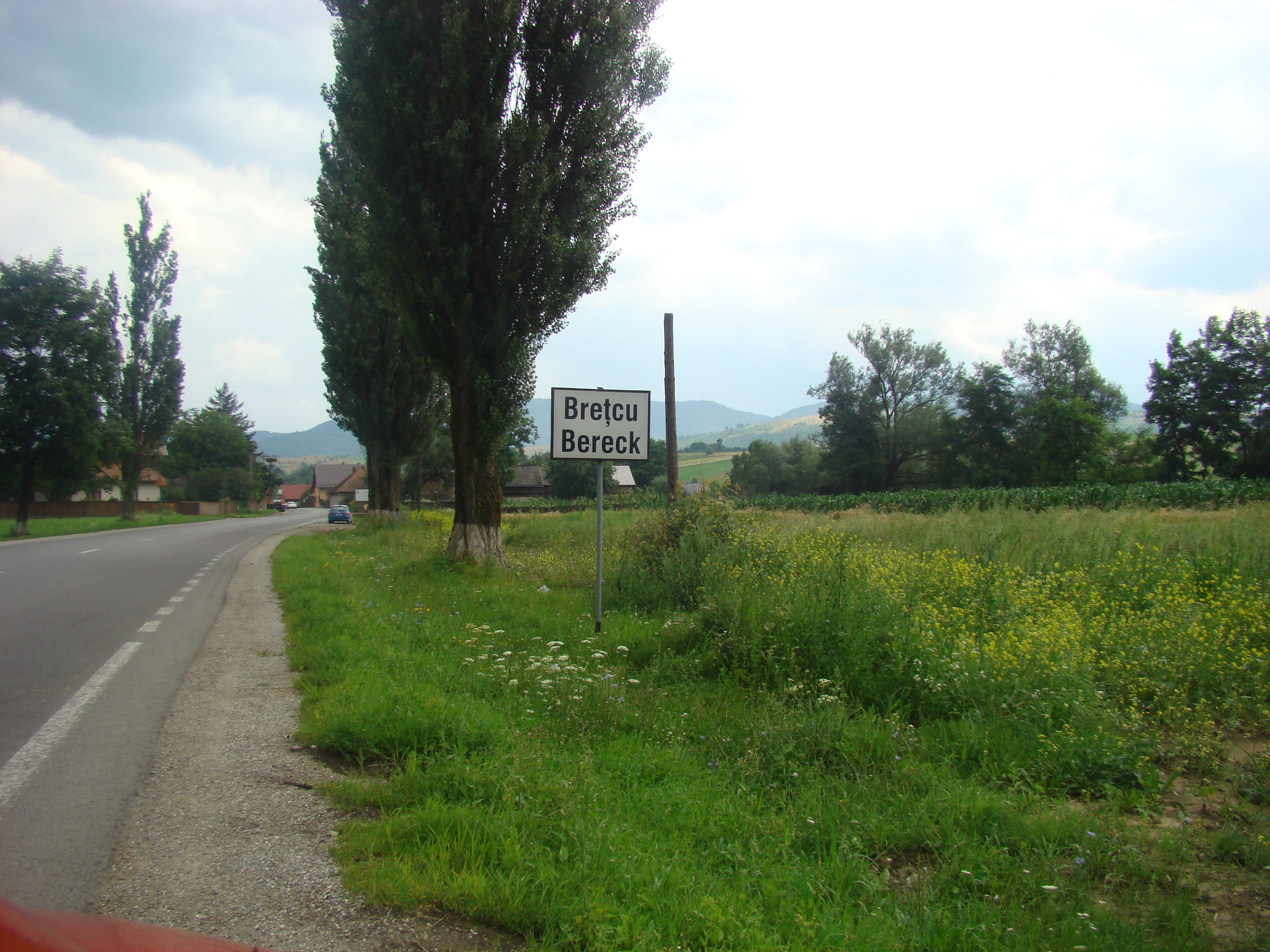
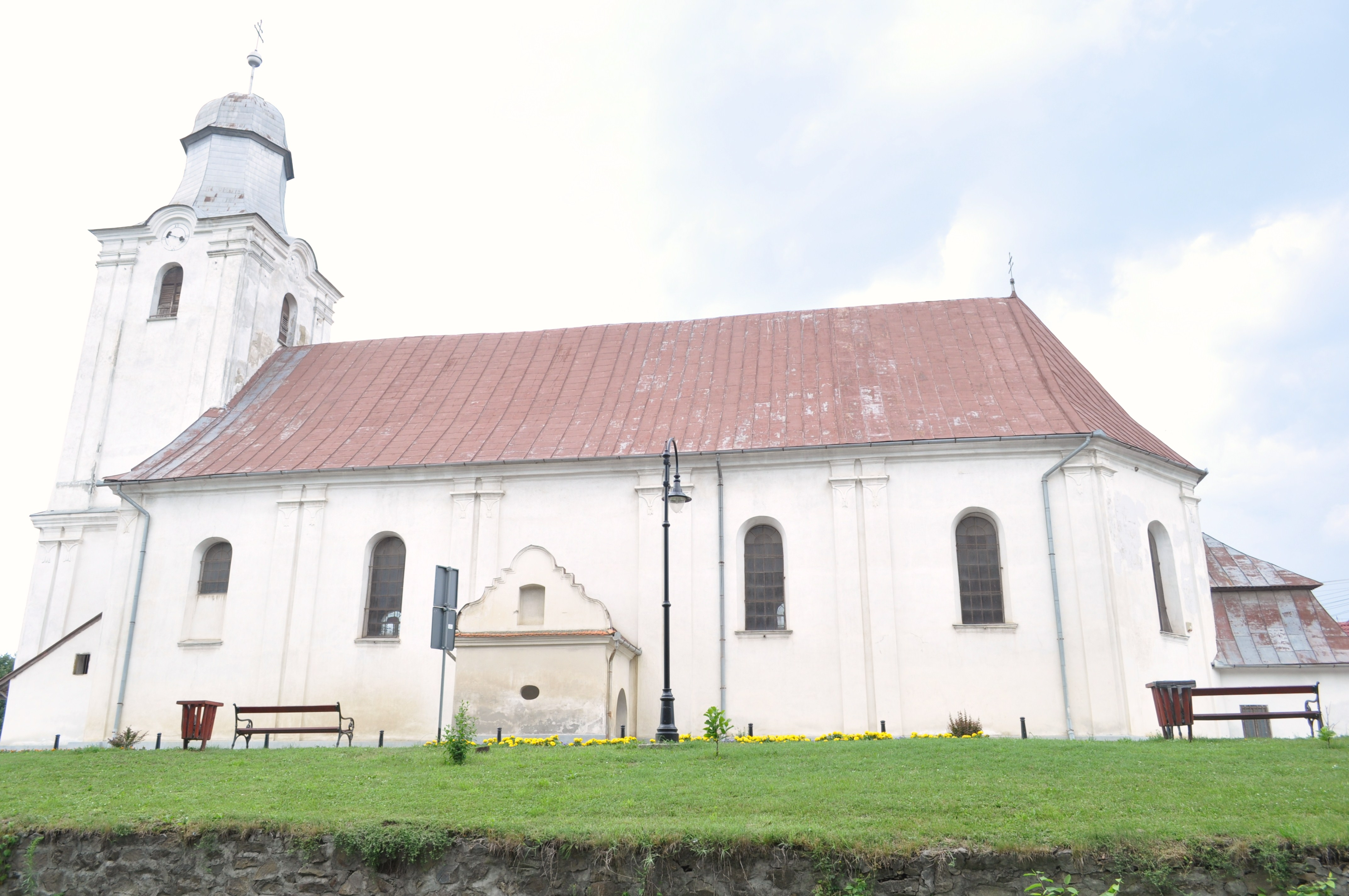
Biserica romano-catolică
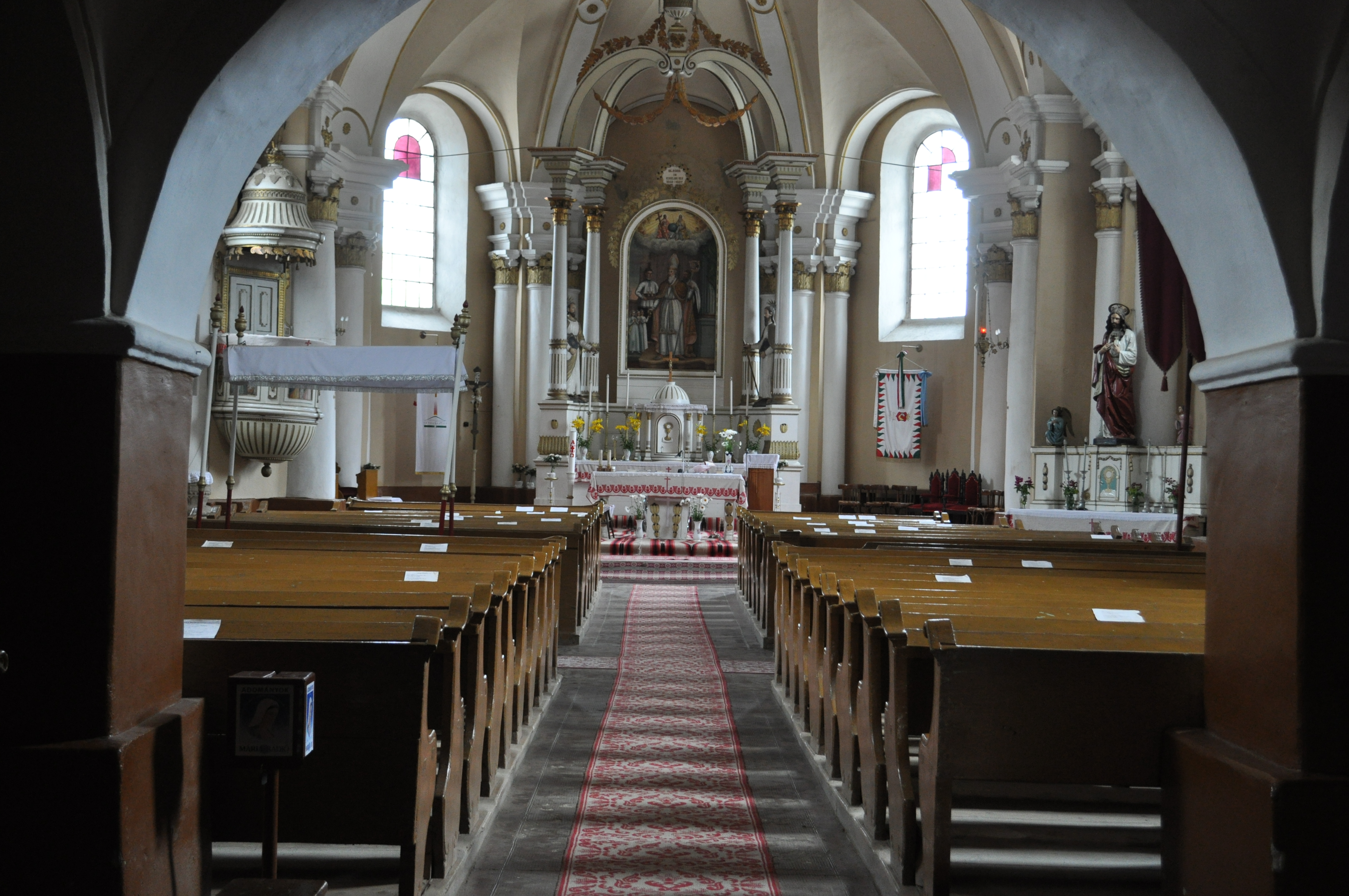
Biserica romano-catolică (interiorul navei)
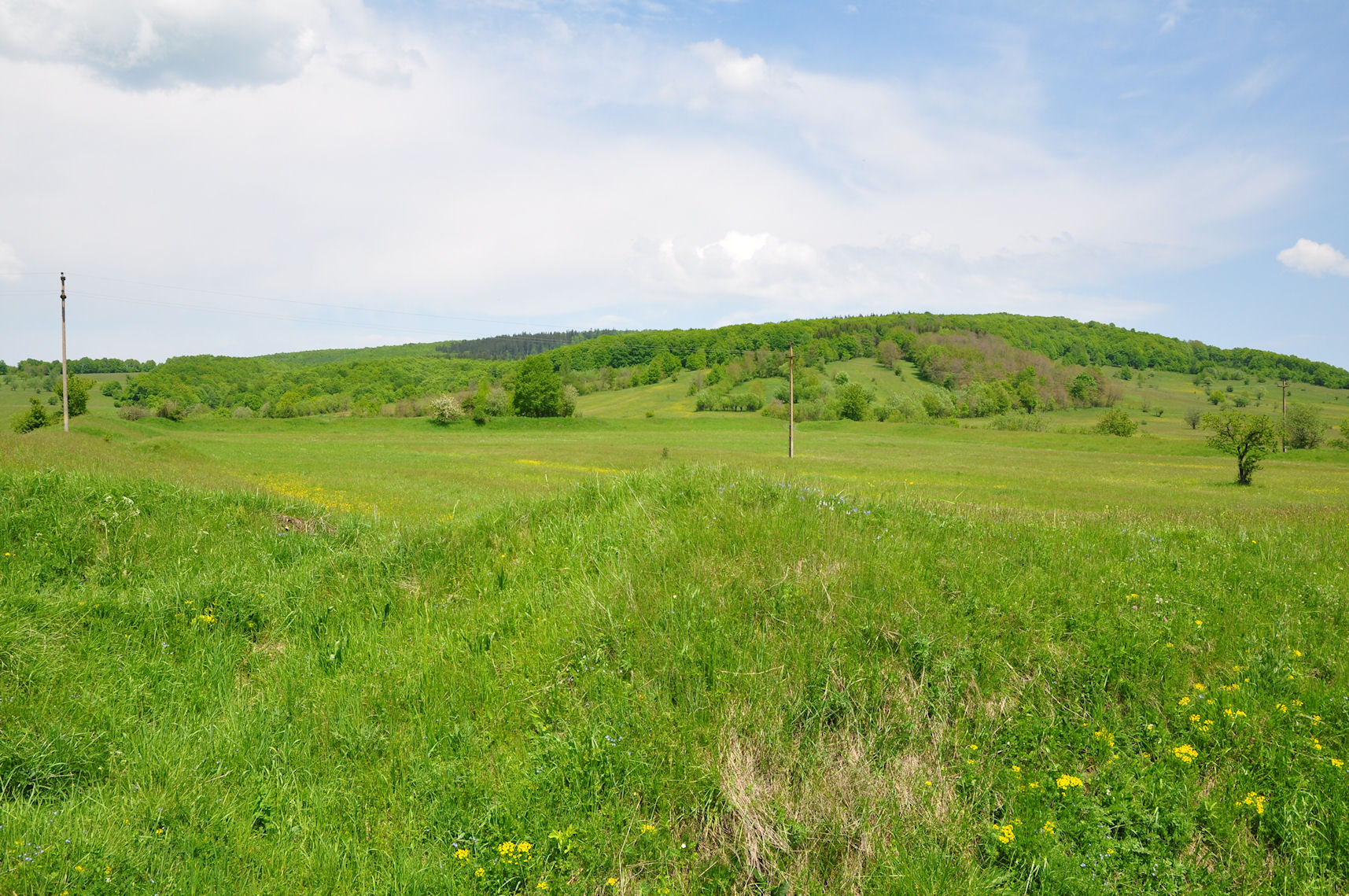
Castrul roman Angustia
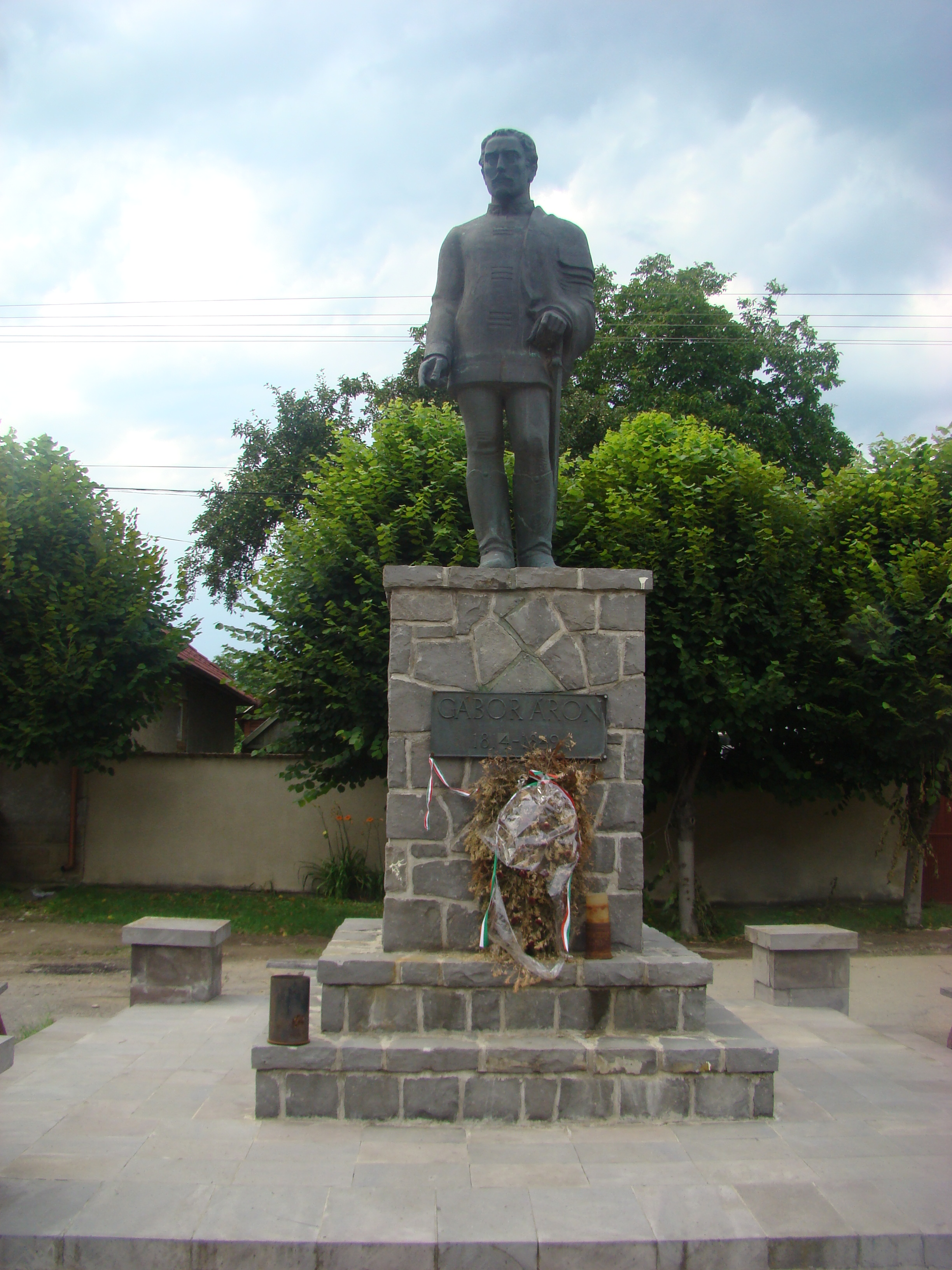
Statuia lui Gábor Áron
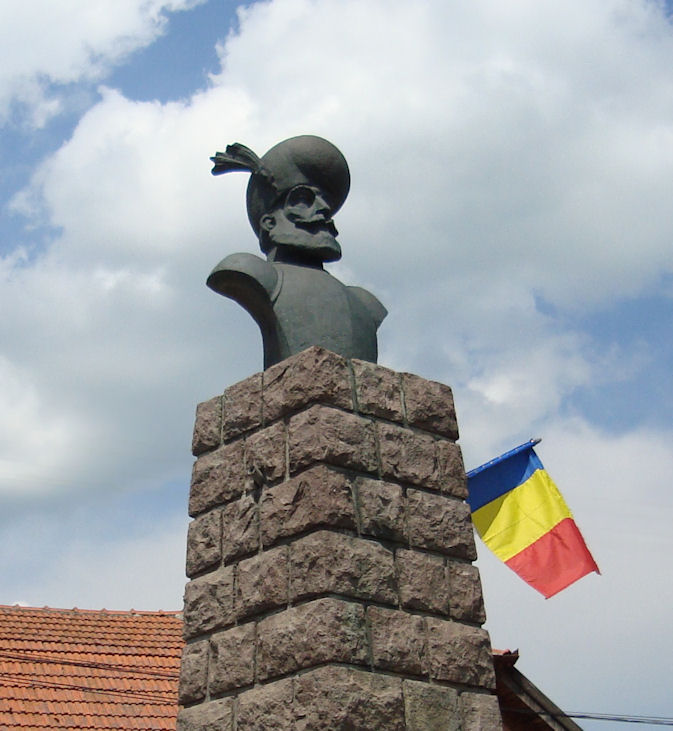
Statuia lui Mihai Viteazu
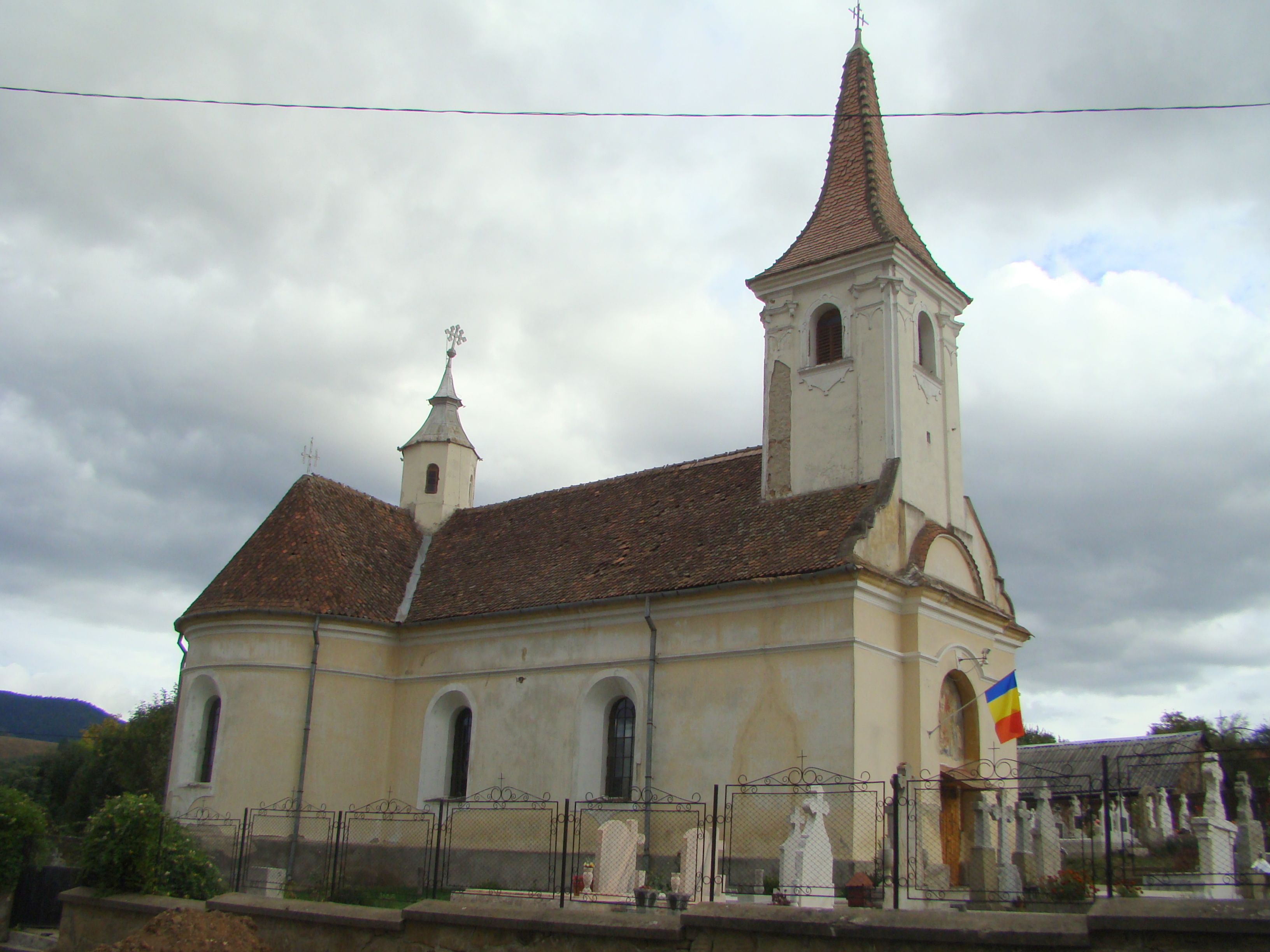
Biserica „Sfântul Ierarh Nicolae” (monument istoric)
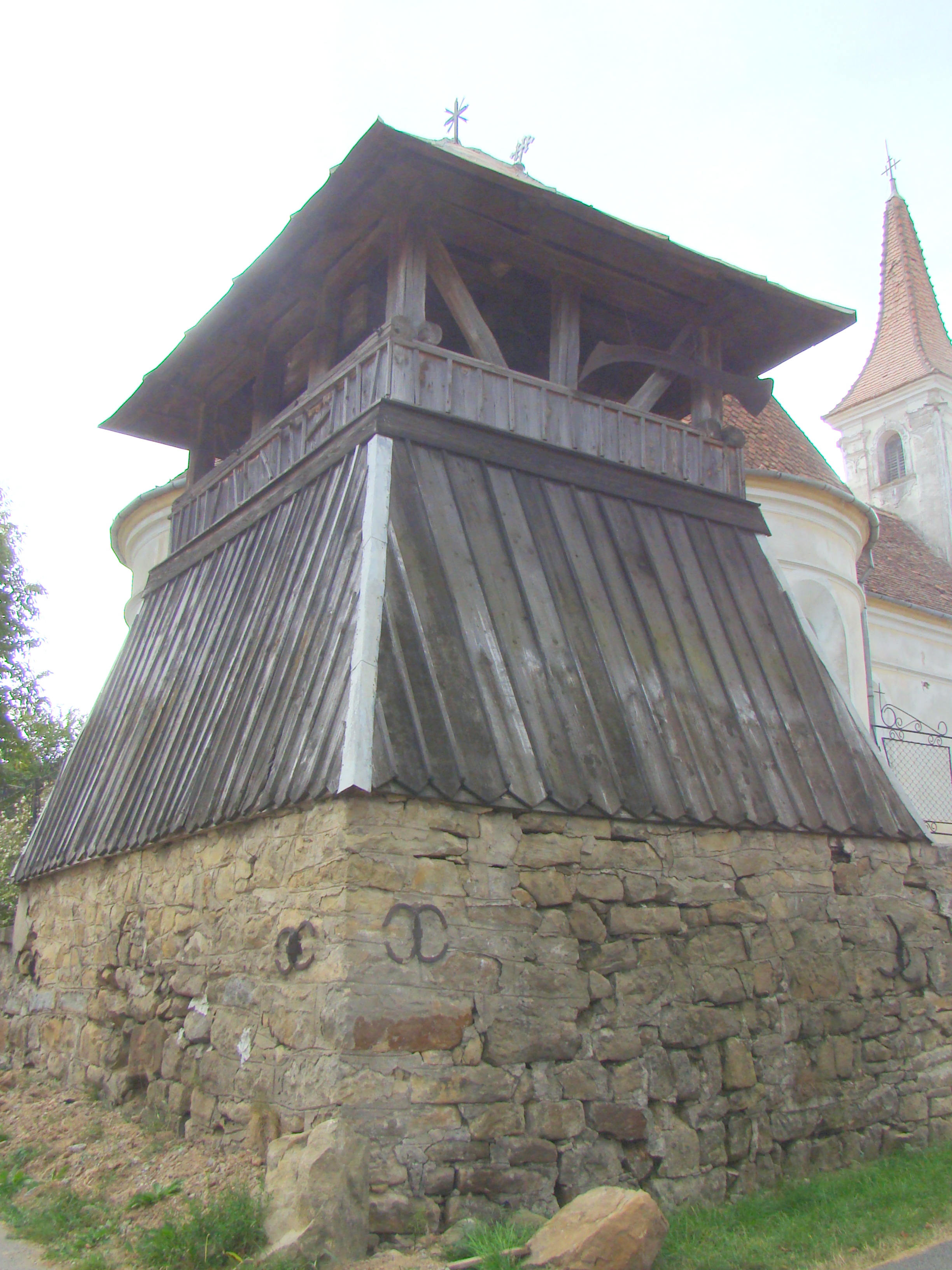
Biserica „Sfântul Ierarh Nicolae” (clopotniţa de lemn)
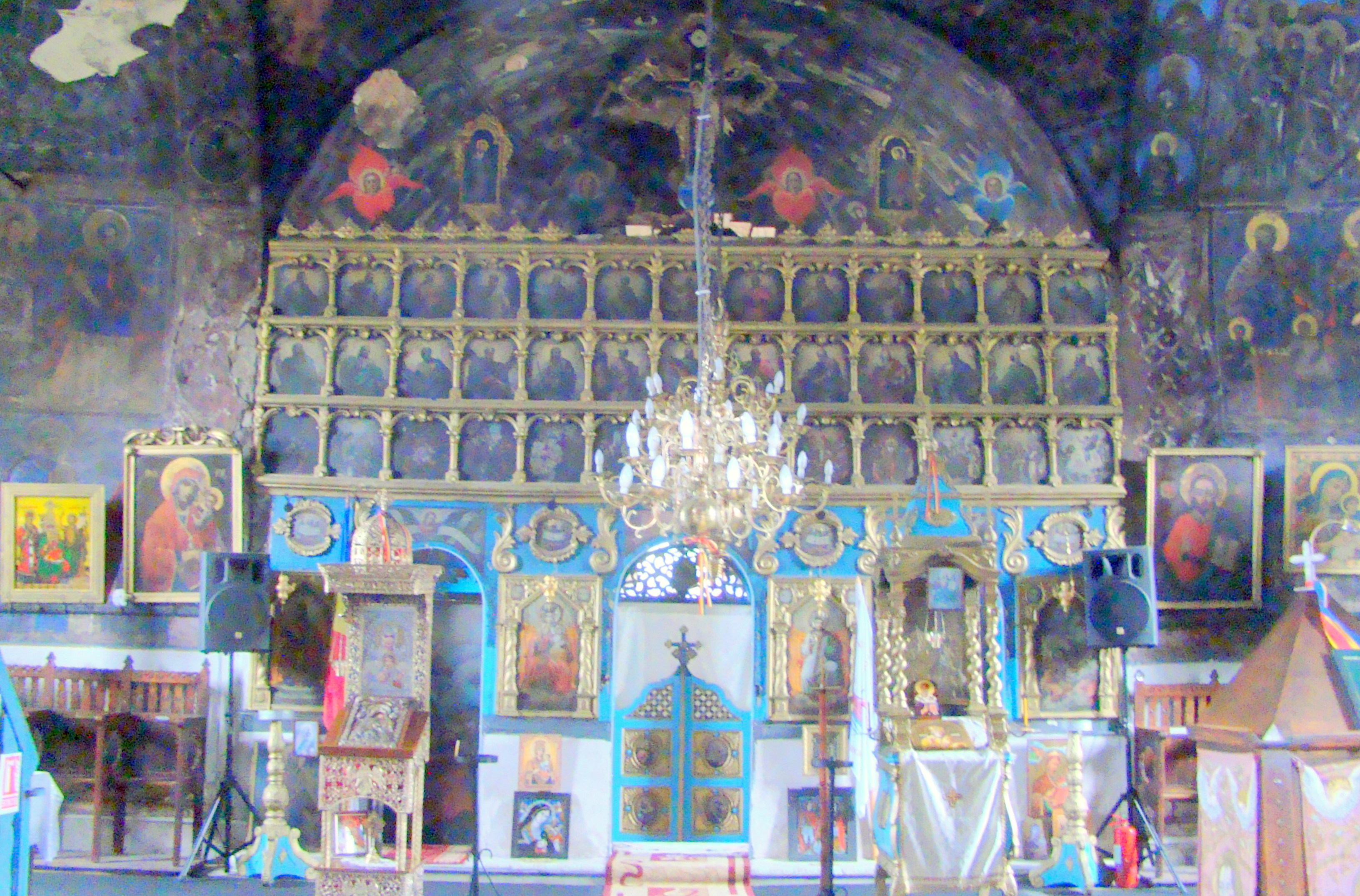
Biserica „Sfântul Ierarh Nicolae” (iconostasul)
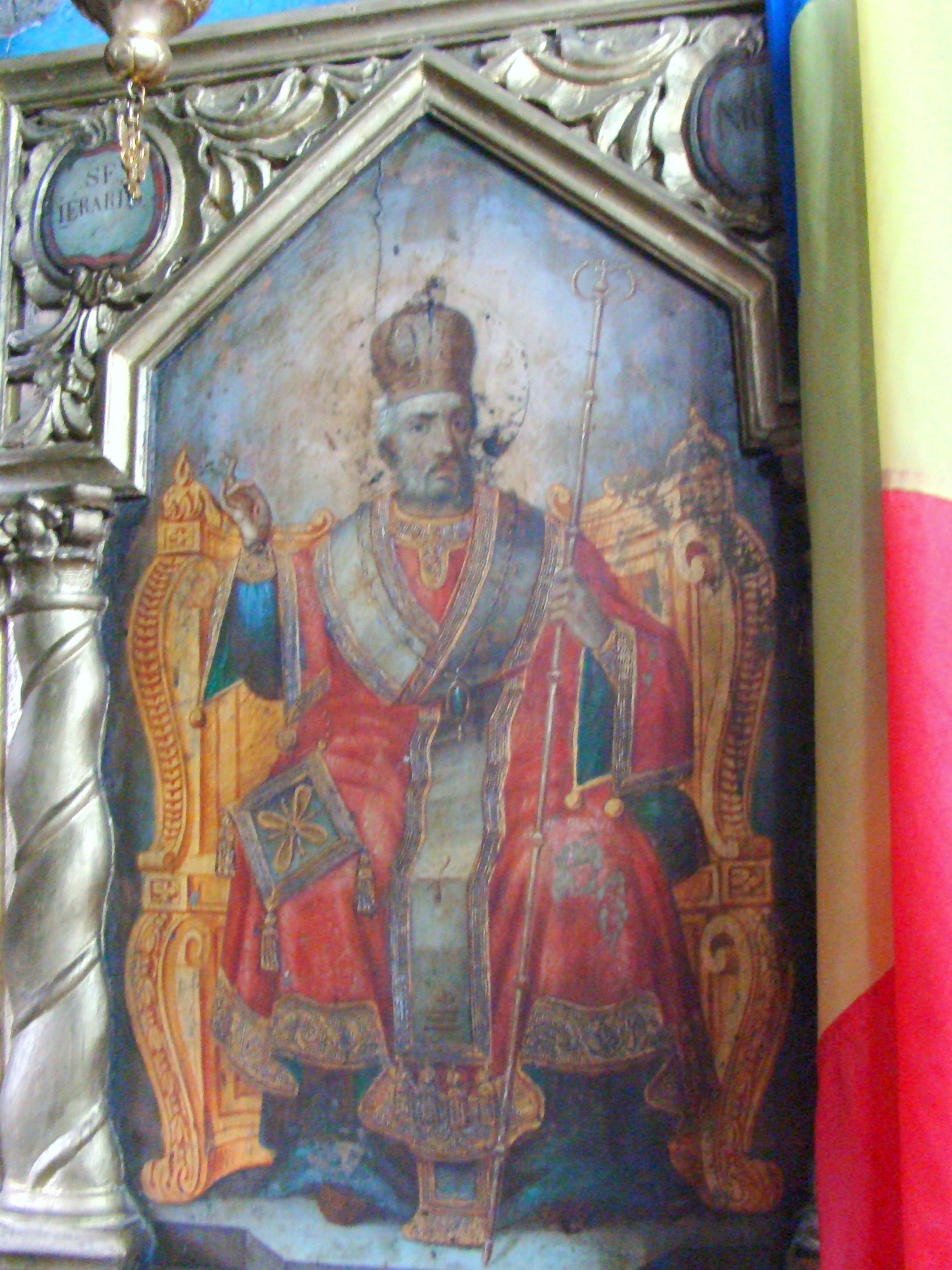
Biserica „Sfântul Ierarh Nicolae” (icoana de hram)